# Ruelle Lavrouchinski
La ruelle Lavrouchinski (en russe : Лавру́шинский переу́лок) est une ruelle piétonne de Moscou.

## Situation et accès
Située dans l'arrondissement de Iakimanka du district administratif central, elle se prolonge du quai Kadachiovskaia jusqu'à la ruelle Bolchoï Tolmatchiovski. 

## Origine du nom
Nommé au XVIIIe siècle en l'honneur de la propriétaire Lavrouchina.

## Historique
Aux XVIe et XVIIe siècles, rue Popkova, rue Lavrova)

## Bâtiments remarquables et lieux de mémoire

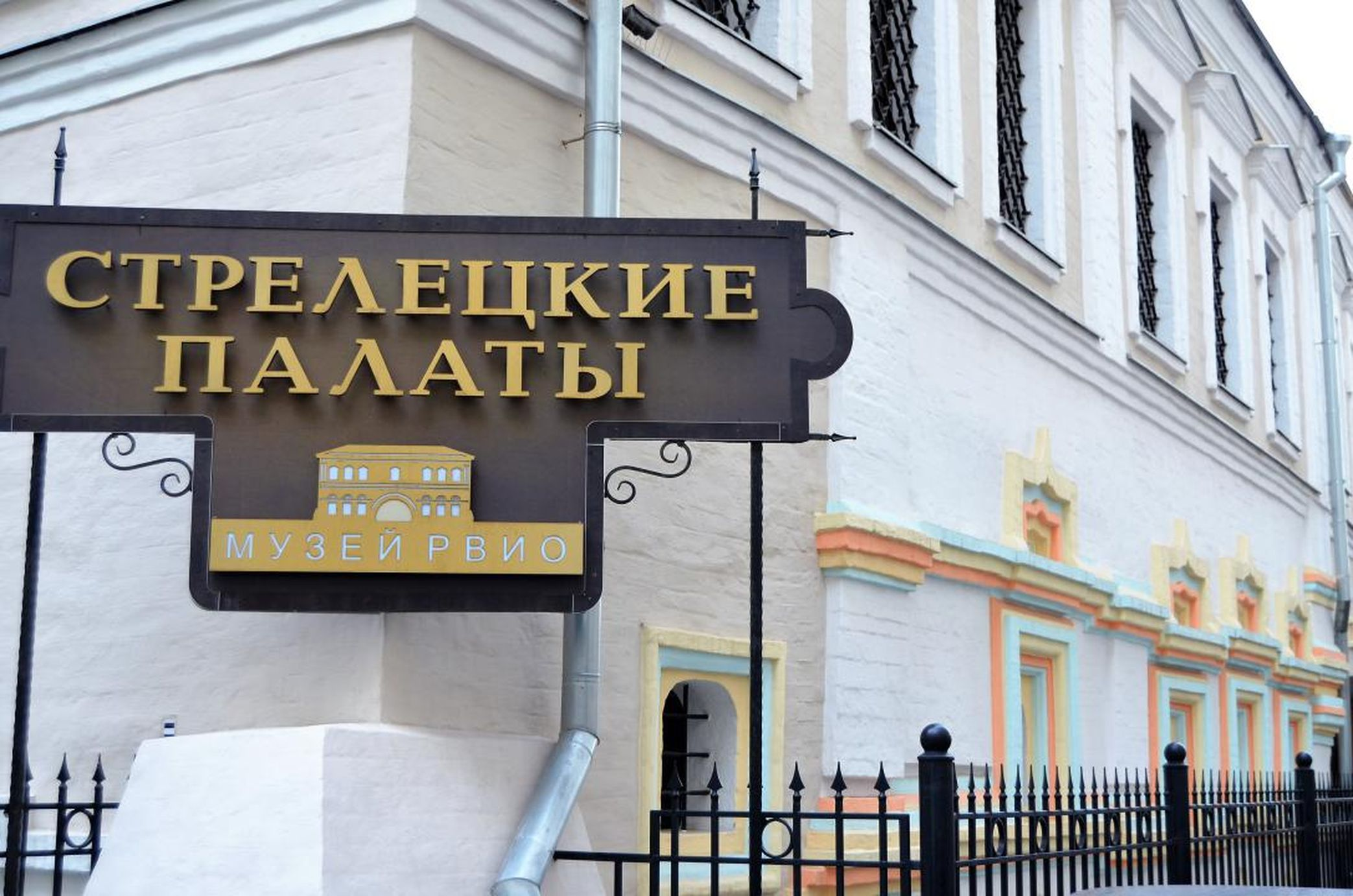
Les Salles des Streltsy.

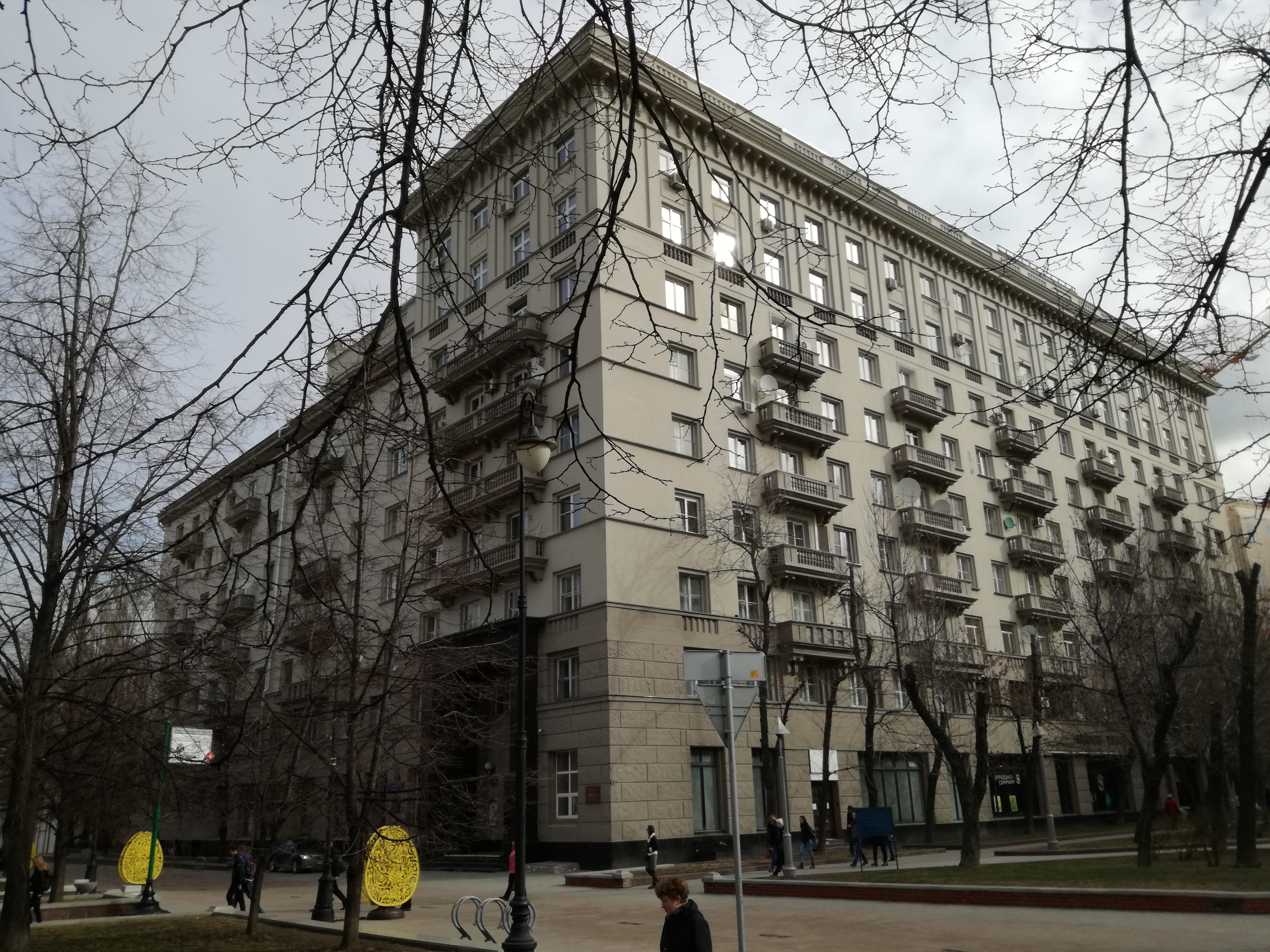
Maison des écrivains.

La numérotation des maisons débute au quai Kadachiovskaia. Du côté pair se trouvent les bâtiments de la galerie Tretiakov aux numéros 10 et 12.
La Maison des écrivains classée comme objet patrimonial culturel de Russie se situe au numéros 17, bâtiment 2. Le bâtiment est construit en 1937 d'après le projet d'architecte Ivan Nikolaïev. Au bâtiment 1, se situe le musée d'histoire militaire appelé Les Salles des Streltsy, monument architectural des XVIIe-XVIIIe siècles.